# Linköping
Linköping (kiejtés: linnsőping, svéd kiejtés: IPA: [ˈlɪ̂nːˌɕøːpɪŋ]) város Svédország déli részének középtáján. Svédország ötödik legnagyobb városa. 2013-as adatok szerint 148 859 lakossal rendelkezik. Östergötland megye székhelye. Püspöki székhelye a Linköping egyházmegyének. Linköping még központja egy régi kulturális régiónak, ami 1987-ben ünnepelte a 700. évfordulóját.
Nagyon ismert gótikus székesegyházáról, egyeteméről, látványosságairól és a magas technológiájú iparáról.

## Népesség
A település népességének változása:
| Lakosok száma | 64 304 | 77 063 | 82 451 | 94 248 | 97 428 | 106 502 | 108 640 | 113 042 | 114 582 | 116 851 |
|               | 1960   | 1970   | 1990   | 2000   | 2005   | 2015    | 2016    | 2018    | 2019    | 2023    |

## Főbb látványosságai
Linköping legtöbb látványossága a város nyugati részén fekszik.

### A székesegyház
Svédország legnagyobb középkori temploma a linköpingi székesegyház (svéd neve Domkyrka). A 13. században kezdték el építeni, a belsejében található díszítőelemeket közel 800 éves munkával alkották meg. Különlegessége, hogy a külső falak kifelé dőlnek, így keltenek nagyon irreális látványt. A városban utazó turisták gyakran ezt az épületet használják navigációnak, mert a város legtöbb pontjából látható a 107 méter magas réztornya. Minden nap látogatható.

### A légierő múzeum
Svédország egyetlen olyan múzeuma, amiben régi katonai repülőgépek láthatóak a Linköpingben található légierő múzeum (svédül Flygvapenmuseum). Érdekessége, hogy a dolgozók nagy része repült valamelyik kiállított repülőgépben, ezért a kíváncsiaknak el tudnak mondani élménybeszámolókat a repülésről.